# フーベルト・ホーベン
フーベルト・ホーベン（Hubert Houben、1898年2月24日 - 1956年11月9日）は、ドイツの陸上競技選手。1928年アムステルダムオリンピックの銀メダリストである。ノルトライン＝ヴェストファーレン州クレーヴェ郡ゴッホ出身。

## 経歴
ホーベンは、1920年代に活躍した短距離選手である。若い頃はドイツ西部の都市のクレーフェルトの銀行に勤めながら、余暇で陸上競技を楽しんでいた。ところが、1922年に、ライプツィヒで行われた試合で世界記録を樹立し一躍有名になった。
しかし、ドイツは第一次世界大戦を引き起こした国として1924年パリオリンピックへ招待されなかったため、ホーベンのオリンピック出場はかなわなかった。
それでも、オリンピックの直後の8月6日にはベルリンで、オリンピックに出場したアメリカの2人の強豪選手、チャールズ・パドック（100m世界記録保持者、1924年オリンピック200m銀メダリスト）とローレン・マーチソン（1924年オリンピック4×100リレー金メダリスト）と対戦し勝利。また同年には英国の大会の220ヤードでも勝利。さらに、コペンハーゲンの試合の100ヤードで9秒5の世界記録を樹立。世界でもっとも速い男と見られるようになった。
ホーベンは30歳となった1928年にようやくオリンピック初出場を果たす。かつての力はなく、100mでは10秒7で準決勝で敗退。しかし、第2走者を務めた4×100mリレーでは、40秒7でゲオルク・ラマーズ、リヒャルト・コルツ、ヘルムート・ケーニヒとともに銀メダルを獲得した。
ホーベンは、現役引退後クレーフェルトでスポーツ記者となり、また審判も務めた。58歳で咽頭がんのためこの世を去ったが、生まれ故郷のゴッホにあるスタジアムと通りには彼の名が冠せられた。